# Thorotzkai Péter

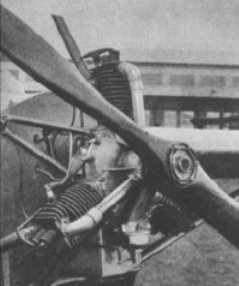
A Thorotzkai-féle igen könnyű, 22 LE (16,2 kW) teljesítményű, háromhengeres repülőmotor

Thorotzkai Péter gróf (Bécs, 1884. január 28. – Budapest, 1942. március 2.) magyar gépészmérnök, motortervező.

## Életpálya
1906-ban a budapesti Műszaki Egyetemen végzett. A magyar motoros repülés a Rákosmezőn indult meg. Elsők között telepedett meg a fa hangárvárosba. A magyar repülőmotor-szerkesztés úttörője. 1913-ban építette első háromhengeres repülőmotorját. Az első világháborút követően nem lehetett 60
lóerősnél (LE) nagyobb motort gyártani. A Műegyetemi Sportrepülő Egyesület műhelyében 1922-től Lampich Árpád repülőgépeihez könnyű repülőmotorokat tervezett. 1925. szeptember 4-én elkészült a Lampich L2 típusú könnyű repülőgép. A sárkányt Lampich Árpád szerkesztette, az üzembiztos 13,2 kilowattos (18 LE) motort maga tervezte, a berepülőpilóta Kaszala Károly volt. Thorotzkai egymás után készítette el a jobbnál jobb, sportrepülésre alkalmas motorokat. Németországban a motor nélküli vitorlázórepülés kezdett divattá válni, ezzel szemben a magyar műegyetemisták megépítették a világ első motoros vitorlázógépét. A mindössze 12 LE-s, alumíniumötvözetből készült motort tervezet és épített. Ez a gép 1924. március 8-án az albertfalvai repülőtérről emelkedett először a levegőbe. A harmincas években épített repülőgépmotorjain számos újítást vezetett be (automatikus olajszivattyú, ikerhajtórúddal ellátott dugattyú, jó hatásfokú – saját tervezésű porlasztó). Motorjait üzembiztosság, egyszerűség, áttekinthetőség jellemezte. Élete végéig kapcsolatban maradt a repülőműszaki élettel, több zseniális szerkezetet (pl. repülőgép-szimulátort) készített, ezzel megelőzte korát. A második világháború kitörésével sorra érték a családi tragédiák: rövid idő alatt elveszítette a szüleit, majd miután meghalt a felesége, öngyilkos lett.

## Sporteredmények
- Mátyásföld – Monor közötti távrepüléssel megdöntötte a kis teljesítményű gépek zártkörű repülésének világrekordját.
- Lampich L2 típusú motoros vitorlázórepülőgép három világrekordot repült, és távolsági világrekordja után, annak végcéljáról az L-2 Róma nevet kapta. Kaszala Károly pilótával 1927. szeptember 17-én 9 óra 21 perc alatt 650 kilométeres zárt pályakörű világrekordot állított fel. A követő években további világrekordokat döntöttek meg gépeikkel, az utolsót 1930. június 14-én 1033 kilométer megtételével.

## Külső hivatkozások
- Thorotzkay Péter. netlexikon.hu. (Hozzáférés: 2012. január 4.)[halott link]
- Thorotzkay Péter. niif.hu. (Hozzáférés: 2012. január 4.)
- Thorotzkai Péter. rakosmente.hu. [2012. január 29-i dátummal az eredetiből archiválva]. (Hozzáférés: 2012. január 17.)
- Thorotzkai Péter. scribd.com. (Hozzáférés: 2012. január 17.)[halott link]
- Thorotzkai Péter. afelhokkatonai.hu. (Hozzáférés: 2012. január 17.)[halott link]